# Phố Hàng Cá
Hàng Cá là một con phố thuộc quận Hoàn Kiếm, trong khu phố cổ Hà Nội, đi từ phố Hàng Đường đến phố Thuốc Bắc. Phố Hàng Cá có chiều dài 124 mét.

## Lịch sử
Con phố trước đây thuộc các thôn Đồng Thuận, tổng Hậu Túc (sau đổi là tổng Đồng Xuân) huyện Thọ Xương cũ. Phố ngày nay thuộc phường Hàng Đào, quận Hoàn Kiếm.
Trước năm 1889, khi còn sông Tô, nơi đây là chỗ tập trung bán cá, do đó mà thành tên trại Tiên Ngư (tức Cá Tươi). Ngày nay còn ngôi đình thôn Đồng Thuận cũ ở số nhà 27, cũng gọi là đình Hàng Cá. Đình này thờ nhân vật trong truyền thuyết là Lý Tiến, ông sống đời Hùng Vương thứ 6 và là một trong những anh hùng chống ngoại xâm đầu tiên của nước ta Ngoài nơi này, Lý Tiến còn được thờ ở đình Ngũ Giáp số nhà 54 Hàng Cót.
Thời Pháp thuộc, phố này có tên gọi là rue de la Poissonnerie có nghĩa là phố Hàng Cá.